# Der Deutsche Correspondent

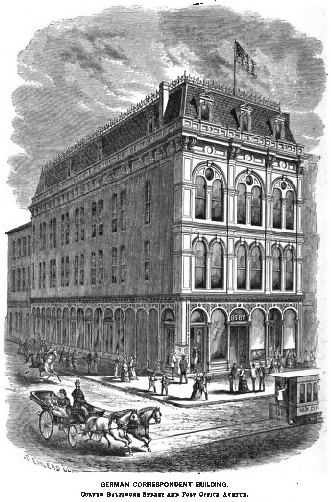
Der Deusche Correspondentは、 アメリカ合衆国メリーランド州ボルチモアのBaltimore StreetとPost Office Avenue南西の角に建つRaine Buildingにあった。1869年頃、ボルチモアの大火以前。

Der Deutsche Correspondent（デア・ドイチェ・コレスポンデント）は、アメリカ合衆国メリーランド州ボルチモアで発行されていたドイツ語の新聞。メリーランド州で発行されていたドイツ語の新聞の中で最も長く刊行され、ボルチモア在住のドイツ人の間で最も影響力のあった新聞である。

## 歴史
Der Deutsche Correspondentは1841年にFrederich Raineによって創刊された。Frederich Raineの家族はドイツヴェストファーレン出身で、印刷業を営んでいた。1880年代から1890年代にかけ、Der Deutsche Correspondentの発行部数は1万部に達した。創刊時は週刊紙だったが、後に日刊紙に変更された。
Der Deutsch Correspondentは1918年4月28日、第一次世界大戦開戦に伴ってドイツ人に対する嫌悪感が広まった事を受け、廃刊となった。
Der Deutsche Correspondentはメリーランド歴史協会及びアメリカ議会図書館のアメリカ年代史プロジェクトによってデジタル化が進められている。

## 翻訳と筆写
- Ruppert, Gary B. The German Correspondent, Baltimore, Maryland: Translation and Transcription of Death Notices & Obituaries, 1879-1883 ISBN 978-0-7884-4602-3
- Ruppert, Gary B. The German Correspondent, Baltimore, Maryland: Translation and Transcription of Marriages, Deaths and Selected Articles of Genealogical Interest, 1879-1883 ISBN 978-0-7884-4603-0